# Centrale nucléaire de Wolsong
La centrale nucléaire de Wolsong (월성) est située sur la côte est de la Corée du Sud. Elle a été construite sur le territoire de la ville de Gyeongju (경주시 ! 慶州市), subdivision de Yangnam-Myeon, dans la province de Gyeongsang du Nord ou Gyeongsangbuk-do (경상북도 ! 慶尙北道).

Nota : entre ( ) les transcriptions coréennes (Hangeul ! Hanja)

## Description

### Réacteurs à eau lourde pressurisée
Cette centrale est équipée de 4 réacteurs à eau lourde pressurisée (PHWR) de conception canadienne du type CANDU, qui ont été construits par la compagnie ÉACL (Énergie atomique du Canada limitée) :
- Wolsong 1 : 661 MWe mise en service en 1982, definitivement arrêté en 2019[1]
- Wolsong 2 : 596 MWe mise en service en  1997 pour 40 ans[1]
- Wolsong 3 : 627 MWe, mise en service en 1998 pour 40 ans[1]
- Wolsong 4 : 600 MWe, mise en service en 1999 pour 40 ans[1]

Le réacteur Wolsong 1 a été arrêté pendant 836 jours à compter de 2009 pour une réfection destinée à prolonger sa durée de vie de 25 ans. Il a été remis en service le 18 juillet 2011. Il a été autorisé à fonctionner 10 ans de plus en février 2015.

### Réacteurs à eau légère pressurisée
Cette centrale est aussi équipée de 2 réacteurs à eau légère pressurisée (REP) de conception coréenne, du type OPR-1000, qui ont été conçus par la société Kepco (Korea Electric Power Corporation) :
- Shin-Wolsong 1 : 997 MWe, mise en service en 2012[1]
- Shin-Wolsong 2 : 993 MWe, mise en service en 2015[1]

Le réacteur Shin-Wolsong 2 a été mis en service en 2015, 10 ans après le début des travaux de construction.